# Forræder (film)
 For alternative betydninger, se Forræder. (Se også artikler, som begynder med Forræder)
Forræder (originaltitel The Informer) er en film fra 1935 om bagsiden af det irske oprør i 1922. Hovedrollerne spilles af Victor McLaglen, Heather Angel, Preston Foster, Margot Grahame, Wallace Ford, Una O'Connor og J. M. Kerrigan.
Manuskriptet er skrevet af Dudley Nichols og baseret på romanen Stikkeren (originaltitel The Informer) af Liam O'Flaherty. Filmen er instrueret af John Ford og handler om en grov men velmenende irer, Gypo Nolan, der stikker en ven, som er medlem af IRA, for at få dusøren og rejse til USA sammen med sin kæreste. Han går føleæsesmæssigt i opløsning pga. samvittighedskvaler og afslører til sidst sig selv.